# Eterogenesi dei fini
L'espressione eterogenesi dei fini, in tedesco Heterogonie der Zwecke, fu coniata dal filosofo e psicologo empirico Wilhelm Wundt, secondo il quale il progresso storico non si realizza in virtù di una provvidenza trascendente o di una finalità intenzionale:
Le forze della storia sono i motivi psicologici che agiscono nei singoli uomini e nelle comunità umane; e la scienza della storia non è altro che una «psicologia applicata». Ciò rende operante nella storia quello che Wundt chiama principio dell'eterogenesi dei fini: per il quale i fini che la storia realizza non sono quelli che gli individui o le comunità si propongono, ma piuttosto la risultante della combinazione, del rapporto e del contrasto delle volontà e delle condizioni oggettive.

## L'azione umana
Con "eterogenesi dei fini" si fa riferimento a un campo di fenomeni i cui contorni e caratteri trovano più chiara descrizione nell'espressione conseguenze non intenzionali di azioni intenzionali. Nel caso della scuola austriaca di economia, questa riformulazione mette in evidenza quanto essa non si riferisca a semplici accadimenti naturali, ma riguardi più specificamente il campo dell'azione umana, sia individuale sia, più spesso, collettiva. L'opposizione frontale è con la tesi enunciata da Marx, per il quale la differenza del peggior architetto rispetto all'ape migliore consisterebbe nella capacità dell'uomo di visualizzare con precisione i propri progetti.

## Niccolò Machiavelli

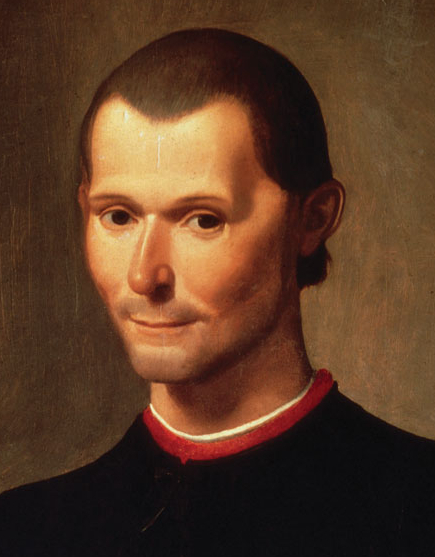
Santi di Tito: Machiavelli, particolare.

Pochi annoverano fra coloro che per primi hanno rilevato questo fenomeno il padre della moderna riflessione politica: Niccolò Machiavelli.
In netto contrasto con un'autorevole tradizione di pensiero, che sosteneva un ideale di armonia sociale deprecando tutti i fenomeni di conflittualità sociale, il fiorentino affermava con convinzione che proprio in quest'ultima doveva rinvenirsi la causa del successo di Roma.

## Giambattista Vico

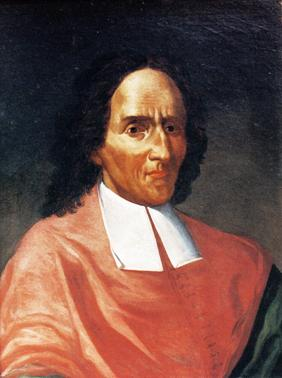
Giambattista Vico.

Una concezione di quella che secoli più tardi sarà chiamata eterogenesi dei fini fu teorizzata per la prima volta da Giambattista Vico, secondo cui la storia umana contiene in sé potenzialmente la realizzazione di certe finalità. In questo senso dunque ben si comprende che il percorso evolutivo dell'uomo è mirato al raggiungimento, tappa dopo tappa, di un qualche fine. Tale percorso non è però da intendersi come lineare. Può accadere che, mentre ci si propone di raggiungere alti e nobili obiettivi, la storia arrivi a conclusioni opposte.
Talvolta infatti l'umanità corre il rischio del "ricorso", ossia rischia di tornare indietro nel prestabilito percorso di auto-miglioramento a causa di errori di natura sociale e/o politica (inaridimento del sapere, perdita di memoria storica). Ma il "ricorso" è soltanto temporaneo. Con forza, coraggio, fatica e sofferenza ogni volta l'umanità ha saputo e saprà sempre riprendere il suo cammino progressivo.